# La Reine Margot (téléfilm)
Pour les articles homonymes, voir La Reine Margot (homonymie).
Pour plus de détails, voir Fiche technique et Distribution.
La Reine Margot est un téléfilm français réalisé par René Lucot pour la Radio Télédiffusion Française (RTF) en 1961, adaptation du roman éponyme d’Alexandre Dumas père.

## Fiche technique
- Date de sortie : 27 mai 1961 en France
- Titre original : La Reine Margot
- Réalisateur :René Lucot
- Scénariste : Auguste Maquet d'après le roman d'Alexandre Dumas père
- Société de production : Radiodiffusion-télévision française
- Adaptation : Louis Chavance
- Directeur de la photographie : Nicolas Hayer
- Montage : Nino Baragli
- Décors : Paul Pelisson
- Costumes : Marie-Thérèse Respens
- Pays d'origine :  France
- Genre : Film historique
- Durée : 2h 12 minutes

## Distribution
- Françoise Prévost : Marguerite de Navarre
- Danielle Volle : Henriette de Nevers
- Alain Quercy : Henri de Navarre
- Robert Porte : Charles IX
- Marc Cassot : La Môle
- Alice Sapritch : Catherine de Médicis
- William Sabatier : Coconas
- Roland Grégoire : le duc d'Alençon
- Jean-Marc Tennberg : René, le florentin
- Louis Lyonnet : Caboche
- Michèle Moretti : Gillonne
- Jacques Balutin : Friquet
- Jacques Échantillon : Picard
- Pierre Risch : le chambellan
- Marcel Champel : Grégoire
- Robert Vidalin : le juge
- Véronique Silver : Mme de Sauve
- Georges Géret : La hurière
- André Julien : le greffier
- André Zibral : le chambellan
- Bernard Pisani : un jeune homme
- Gilette Barbier : la fleuriste
- Jenny Doria : une vieille
- Georges Staquet : le valet